# Aristolochia austrochinensis
Aristolochia austrochinensis är en piprankeväxtart som beskrevs av C.Y. Cheng & J.S. Ma. Aristolochia austrochinensis ingår i släktet piprankor, och familjen piprankeväxter. Inga underarter finns listade i Catalogue of Life.